# ジュニア・チャンピオンズリーグ全国大会
ジュニア・チャンピオンズリーグ全国大会（ジュニア・チャンピオンズリーグぜんこくたいかい）は、2018年に開始された若年層を対象としたボクシング大会である。略称はJCL。第1回のみ公式には「ジュニア・チャンピオンリーグ全国大会」と呼ばれていたが、第2回より現大会名に統一された。

## 概要
主催は日本プロボクシングをまとめる日本プロボクシング協会（JPBA）及び日本ボクシングコミッション（JBC）を中心に組織されたジュニア・チャンピオンズリーグ実行委員会。JBCからは準公式試合の一種として扱われている。
2017年までは全国U-15ジュニアボクシング大会を開催していたが、アマチュアボクシングを運営する日本ボクシング連盟（JABF）よりU-15大会出場者はアマ大会に出場できないと規定されたため終了。それに代わり、プロを目標とする選手を対象にした大会として創設された。
大会は男女それぞれU-18・U-15・U-12・U-9の4カテゴリーで実施。U-15大会同様各地区協会ごとに予選を行い、勝ち抜いた選手が出場。優勝者にチャンピオンベルトを贈呈。優秀選手賞とベストマナー賞を設け、優秀選手賞にはジュニアワールドカップや世界ボクシング評議会（WBC）が主催するアマチュア大会への出場権を与えることが検討されている。また、戦績はプロライセンス取得の際の参考基準とする。
第1回は2018年10月7日、東京・大森ゴールドジムで開催。
第1回終了後、JABF新会長に就任した内田貞信がプロアマ交流を解禁する方針を打ち出したのに伴い、当大会とJABF主催のアンダージュニア大会の両方への出場が可能になる方向に進むことになった。
第2回は2019年9月8日に後楽園ホールで開催された。大会の模様は10日に日テレジータス「ダイナミックグローブ」で放送された。
12月26日に墨田区総合体育館にてJABF主催全日本アンダージュニアボクシング王座決定戦との中学生年代の対抗戦「第1回キッズボクシング統一王座決定戦」が開催される。
第3回（2020年）は地区大会こそ開催されたものの、新型コロナウイルス感染拡大の影響で全国大会は中止。
翌2021年は地区大会も含めて中止。
2022年9月4日、3年ぶりの決勝大会が開催され、大会番号は第4回とした。
2022年11月29日に後楽園ホールで開催された東日本協会主催オール4回戦興行において、JCLテストマッチも組み込まれた。
2023年の第5回よりU-NEXTにて録画配信。
2024年の第6回大会は9月1日に後楽園ホールで開催予定だったが、台風10号の影響で延期となり、29日にドーム立川立飛で開催されることになった。
2025年1月15日、世界4階級王者かつ2階級4団体統一王者で前身大会の初代王者のひとりでもある井上尚弥の名を冠した韓国・中国からも選手が参加する「井上尚弥杯ジュニア・チャンピオンズリーグ国際親善大会」を後楽園ホールにて開催。

## 階級
U9
- 20.0kg級
- 22.5kg級
- 25.0kg級
- 27.5kg級
- 30.0kg級

U12
- 27.5kg級
- 30.0kg級
- 32.5kg級
- 35.0kg級
- 37.5kg級
- 40.0kg級
- 42.5kg級
- 45.0kg級
- 47.5kg級
- 50.0kg級
- 52.5kg級
- 55.0kg級

U15
- 32.5kg級
- 35.0kg級
- 37.5kg級
- 40.0kg級
- 42.5kg級
- 45.0kg級
- 47.5kg級
- 50.0kg級
- 52.5kg級
- 55.0kg級
- 57.5kg級
- 60.0kg級
- 63.0kg級
- 66.0kg級
- 70.0kg級

U18
- アトム級
- ミニマム級
- ライトフライ級
- フライ級
- スーパーフライ級
- バンタム級
- スーパーバンタム級
- フェザー級
- スーパーフェザー級
- ライト級
- スーパーライト級
- ウエルター級
- スーパーウエルター級
- ミドル級

## ルール
グローブ
- U9、U12・37.5kg級以下は10オンス
- U12・40kg級以上、U15・52.5kg級以下、U18スーパーフライ級以下は12オンス
- U15・55kg級以上、U18バンタム級以上は 14 オンス

試合時間
- U9 : 1分2ラウンド
- U12：1分3ラウンド
- U15：1.5分3ラウンド
- U18：2分3ラウンド

その他
- 10点法を採用。
- 1試合2度のダウンでTKO。
- U18は1試合3度、または1ラウンド2度のダウンでTKO。

## JCL優勝歴を持つプロボクサー
- 坂間叶夢